# سیارک ۴۸۰۱
سیارک ۴۸۰۱ (به انگلیسی: 4801 Ohre، نامگذاری:1989UR4) چهار هزار و هشتصد و یکمین سیارک کشف شده‌است که در ۲۲ اکتبر ۱۹۸۹ کشف شد.
قدر مطلق سیارک برابر ۱۲٫۵۰ است.